# Macropipus
Macropipus è un genere di crostacei decapodi della famiglia Polybiidae.

## Tassonomia
- Macropipus australis Guinot, 1961
- Macropipus guadulpensis (Saussure, 1858)
- Macropipus rugosus (Doflein, 1904)
- Macropipus tuberculatus (Roux, 1830)